# おんな (森進一の曲)
『おんな』は、1969年7月25日に発売された森進一の13枚目のシングル。

## 収録曲
1. おんな（3分52秒）
作詞：山口あかり／作曲：城美好／編曲：森岡賢一郎
2. 女のワルツ（3分29秒）
作詞：山口洋子／作曲・編曲：猪俣公章

## 映画
本曲を題材にした歌謡映画『夜の歌謡シリーズ おんな』が、1969年11月20日に東映系で公開された。カラー、シネマスコープ、88分。『夜の歌謡シリーズ』の第8作。
なお『夜の歌謡シリーズ』は本作をもって一旦中断、次に新作が公開されるのは、4年後の1973年公開の『夜の歌謡シリーズ 女のみち』である。

### スタッフ
- 企画 - 吉峰甲子夫、安斉昭夫
- 脚本 - 成沢昌茂
- 監督 - 鷹森立一
- 撮影 - 飯村雅彦
- 美術 - 江野慎一
- 音楽 - 八木正生
- 録音 - 内田陽造
- 照明 - 銀屋謙蔵
- 編集 - 長沢嘉樹
- スチル - 藤井善男

### 出演者
- 佐藤加津子 - 野川由美子
- 佐藤進 - 森進一
- 佐藤雅美 - 橘ますみ
- 三田花枝 - 松井康子
- 中原笑美子 - 小林千枝
- 北山洋子 - 中千鳥
- 望月セキノ - 浦辺粂子
- 宮下裕次 - 晴乃チック
- 深野健 - 八名信夫
- 杉江正敏 - 名古屋章
- 大前大五郎 - 遠藤辰雄
- 刑事 - 小松方正、大塚吾郎
- 神戸のやくざ - 永山一夫、佐藤晟也、須賀良
- ヌードスタジオの客 - 大泉滉、左卜全
- 小張卓也 - 梅宮辰夫

### 製作
主演は野川由美子とするものと、梅宮辰夫とするものがある。本作は浅丘ルリ子主演の1969年日活『女体』で扱われた女の性を企画に取り入れた。宣伝用ポスターでも野川を脱がせ、髪をボサボサにした『女体』のポーズを意識した。野川は当時、所属する日活の「夜の牝シリーズ」という「夜の歌謡シリーズ」と同傾向の作品にも出演していたが「『夜の牝シリーズ』にはドラマがない。東映の作品に入るとホッとする」などと日活を批判した。野川は日活の専属女優ながら、東映の女優不足で日活から貸し出され、野川出演映画の興行成績が良く、「夜の歌謡シリーズ」四本目の本作で当時の東映では異例の他社俳優ながら主役を張った。野川自身も親東映派を任じたため、東映で複数の主演作が製作された。東映は野川を徹底的に脱がして売り物にしようと画策したが、野川から抵抗された。『仁義なき戦い 完結篇』でのヒロインはこの流れによるもの。
野川の妹を演じるのが東映お色気路線のエース・橘ますみ。野川と梅宮の取り合い、ホステスから場末のヌード・スタジオのモデルへ転落していく役。

### 同時上映
『日本暴力団 組長と刺客』
- 脚本 - 神波史男、佐藤純彌 / 監督 - 佐藤純彌 / 主演 - 鶴田浩二